# Muscadet

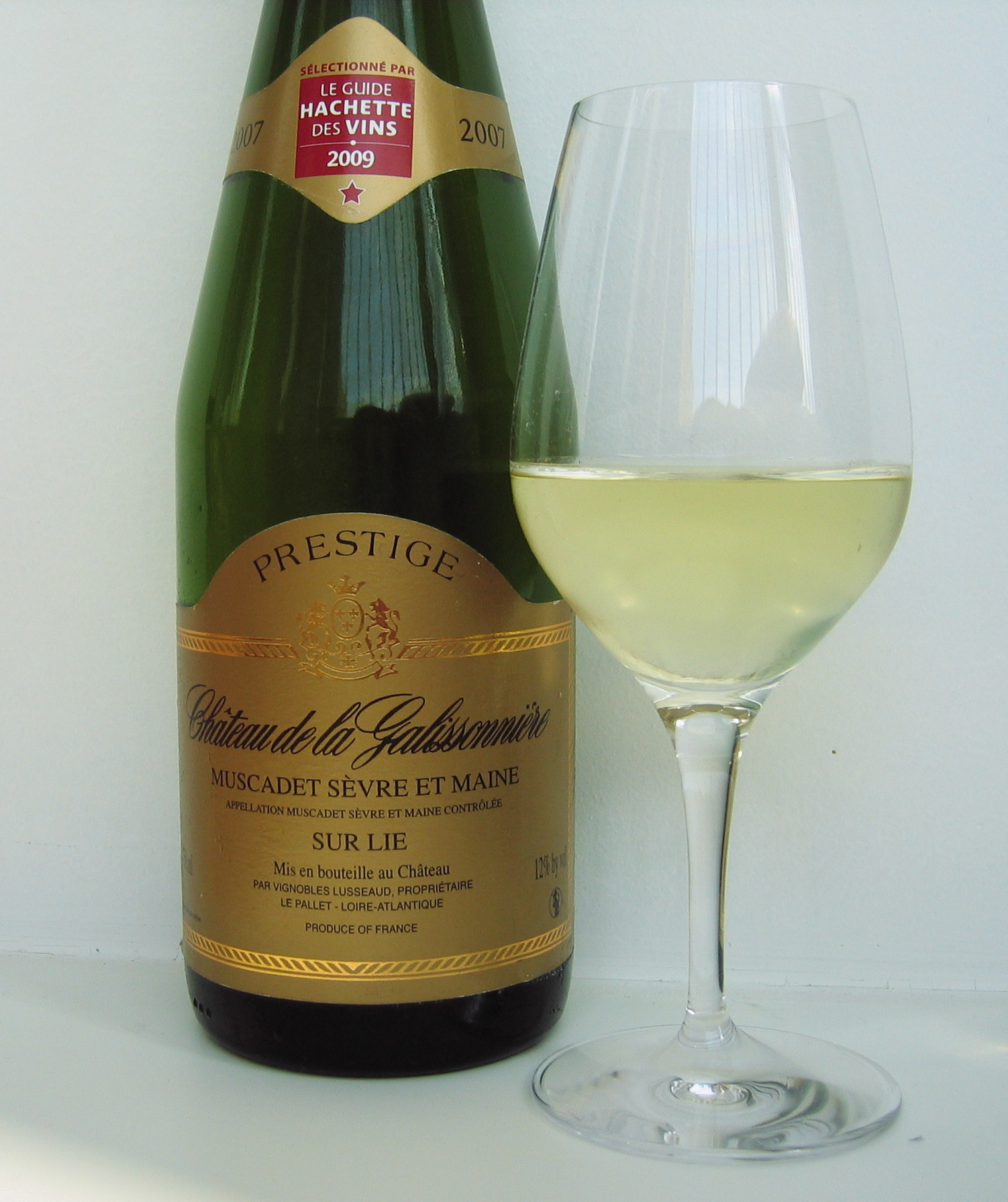
Ein Muscadet Château de la Galissonnière Prestige, Jahrgang 2007 aus dem Weinbaugebiet um Nantes (Vignobles Nantais)

Muscadet («Vignoble du Muscadet») ist der Name eines Weinbaugebiets am Ende des Loiretals an der französischen Westküste.
Im Muscadet werden trockene Weißweine aus der Rebsorte Melon de Bourgogne erzeugt.

## Geschichte
Schon aus einem Erlass des römischen Kaisers Probus geht hervor, dass das Gebiet Weinbautradition hat. Die Melon-Traube wurde dort erstmals im 16. Jahrhundert angebaut. Nachdem ein harter Frost im Jahr 1709 die meisten Weinstöcke in der Region zerstörte, konnte sich die Sorte völlig durchsetzen. Holländische Händler, die an vielen Orten am Weinbau beteiligt waren, förderten zudem den Anbau der Sorte und destillierten einen Großteil des Weins zu Obstbränden, die sie in Nordeuropa verkauften.

## Lage

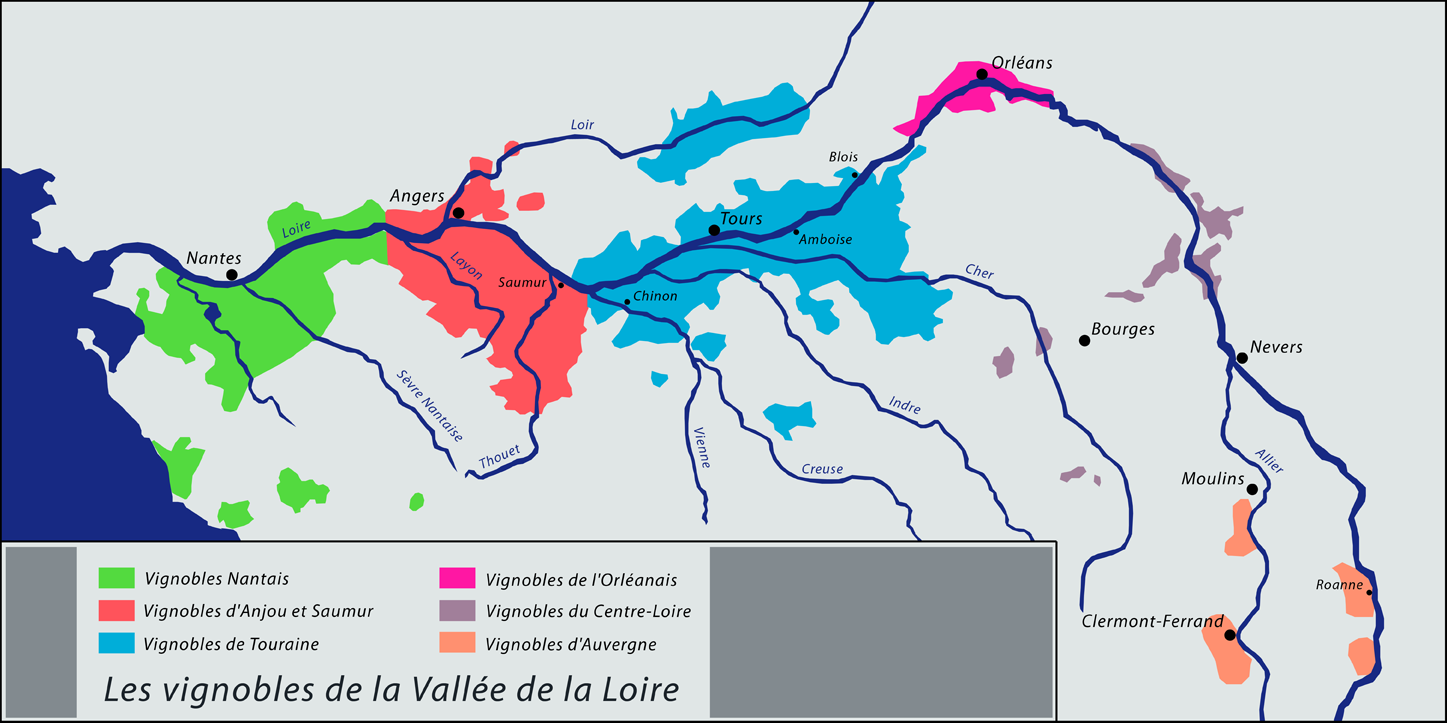
Weinbaugebiet Loire

Das Muscadet befindet sich nahe der Mündung der Loire, unmittelbar südlich und östlich der Stadt Nantes und umfasst eine Fläche von etwa 13.000 Hektar. Es befindet sich vollständig im Département Loire-Atlantique und grenzt an die Départements Maine-et-Loire und Vendée.
Das Muscadet-Gebiet gehört zum Pays Nantais und damit zur Weinbauregion Loire.

### Appellationen
Das Muscadet-Gebiet ist in vier Appellationen gegliedert:
- das Muscadet (appelation générale, umfasst eine Fläche von etwa 3400 Hektar, Appellation d’Origine Contrôlée (AOC) seit 1937)
- das Muscadet Sèvre et Maine (seit dem Erlass vom 9. Oktober 1995, AOC seit 1936; umfasst eine Fläche von etwa 8800 Hektar). Das wohl bekannteste Gebiet im Muscadet. Hier finden über 80 % der Weinproduktion im Muscadet statt.
- das Muscadet-Côtes de Grandlieu (seit dem Erlass vom 29. Dezember 1994, AOC seit 1994; umfasst eine Fläche von etwa 300 Hektar). Das Mikroklima dieser Gegend wird besonders vom Lac de Grand-Lieu beeinflusst.
- das Muscadet-Coteaux de la Loire (seit dem Erlass vom 14. November 1936, AOC seit 1936; umfasst eine Fläche von etwa 200 Hektar). Der Wein ist als der Würzigste aus dem Muscadet bekannt.

### Gemeinden im Muscadet
Zugelassene Rebflächen befinden sich in 54 Gemeinden:
Vendée
Cugand, Rocheservière, Saint-Hilaire-de-Loulay, Saint-Philbert-de-Bouaine
Maine-et-Loire
Chaudrons-en-Mauges, Sèvremoine
Loire-Atlantique
Aigrefeuille-sur-Maine, Basse-Goulaine, Le Bignon, Le Boissière-du-Doré, Bouaye, Bouguenais, Brains, Carquefou, La Chevrolière, Corcoué-sur-Logne, Corsept, Divatte-sur-Loire, Frossay, Gétigné, Legé, La Limouzinière, Le Loroux-Bottereau, Le Pallet, Monnières, Montbert, Nort-sur-Erdre, Le Pellerin, La Planche, Pont-Saint-Martin, Port-Saint-Père, La Remaudière, Remouillé, Rezé, Saint-Aignan-de-Grand-Lieu, Saint-Colomban, Saint-Étienne-de-Corcoué, Saint-Herblain, Saint-Hilaire-de-Clisson, Saint-Jean-de-Corcoué, Saint-Julien-de-Concelles, Saint-Léger-les-Vignes, Saint-Lumine-de-Clisson, Saint-Lumine-de-Coutais, Saint-Mars-de-Coutais, Saint-Philbert-de-Grand-Lieu, Sainte-Pazanne, Saint-Sébastien-sur-Loire, Saint-Viaud, Les Sorinières, Les Touches, Touvois, Viellevigne

## Produktion
Zur Herstellung der trockenen Weißweine ist ausschließlich die Rebsorte Melon de Bourgogne zugelassen. Vor der Vergärung muss der natürliche Mindestzuckergehalt des Mosts 144 g/l betragen, was einem Alkoholgehalt von 9 % Vol. im Wein entspricht. Falls in schlechten Jahren einer Chaptalisation zugestimmt wird, darf der Alkoholgehalt des fertig vergorenen Weines nicht 12 % Vol. übersteigen. Die Pflanzdichte wurde auf 6500–7500 Rebstöcke/Hektar festgelegt.
Der durchschnittliche Ertrag ist auf 6500 l/ha begrenzt, bzw. auf 5500 l/ha für sur lie-Weine. Die jährliche Produktion beträgt 646.000 hl.

### Sur-lie-Prädikat
Um die Bezeichnung sur lie tragen zu dürfen, müssen die Weine strengeren Ertragseinschränkungen unterliegen und nach der Vergärung mindestens bis zum 1. März des der Ernte folgenden Jahres im Gärbehälter im Kontakt mit der Gärhefe verbleiben. Die Flaschenabfüllung erfolgt dann unmittelbar nach dem Abstich, jedoch spätestens am 30. November des der Ernte folgenden Jahres. Der längere Kontakt mit der Hefe und den Schalen verleiht dem Wein ein komplexeres Aroma und eine größere Frische. Außerdem behält der Wein einen leichten Kohlensäuregehalt, so dass der Wein leicht prickelt. Einige Händler praktizieren eine andere Technik: Die Weine werden bei den einzelnen Winzern von den Schalen und der Hefe abgezogen und zu den Kellern der Händler gebracht. Erst nachdem eine genügend große Charge eingeholt wurde, wird dem Wein wieder Kohlendioxid hinzugegeben um dem Wein sein feines Moussieren wieder zu geben; das Ergebnis ist allerdings längst nicht so gut. Erstklassige Muscadets sur lie können daher nur Erzeugerabfüllungen sein, die man am Etikett mit dem Vermerk Mise en bouteille au Château oder Mise en bouteille au Domaine erkennt.

## Lagerung
Die meisten Muscadets sollten innerhalb von drei Jahren getrunken werden, gleichwohl es Ausnahmen zu dieser Regel gibt: Manche Muscadets können problemlos zehn Jahre gelagert werden, abhängig vom Boden, auf dem sie gewachsen sind und von den angewandten Produktionsverfahren. Die optimale Trinktemperatur liegt bei etwa 10 °C.

## Geschmack
Ein Muscadet ist in der Regel ein einfacher und unkomplizierter Wein, der durch seine Frische, Fruchtigkeit und durch sein leichtes Moussieren besticht. Er schmeckt leicht mineralisch-salzig, mit Aromen von Zitrus und Apfel. Er ist ein guter Begleiter von Fisch und Meeresfrüchten und wird aufgrund seines nicht zu hohen Alkoholgehalts lokal auch als Durstlöscher geschätzt. Muscadet und ähnliche Weine wie Gros Plant du Pays Nantais sind klassische Begleiter zu Austern.